# Joseph Jessing

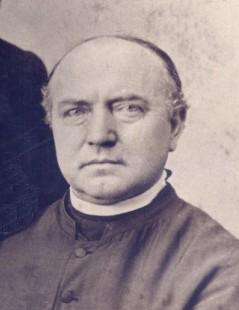
Joseph Jessing (um 1880)

Joseph Jessing (* 17. November 1836 in Münster; † 2. November 1899 in Columbus (Ohio)) war ein deutschstämmiger katholischer Priester in den Vereinigten Staaten. Er wirkte als Zeitungsherausgeber und gründete ein Waisenhaus sowie das Päpstliche Kolleg Josephinum in Columbus, Ohio.

## Leben
Jessings Vater starb, als Joseph vier Jahre alt war. Um seine Mutter und die beiden Geschwister zu unterstützen, arbeitete er nach der Schulzeit in Münster in einer Druckerei; daneben bildete er sich durch Selbststudium weiter. Er machte eine Ausbildung als Stenograf und gab Stenografieunterricht. Mit 19 trat er in die preußische Armee ein und nahm 1864 im Deutsch-Dänischen Krieg an der Erstürmung der Düppeler Schanzen teil. Für seinen soldatischen Einsatz wurde er mehrfach ausgezeichnet. 1866 erhielt er die preußische Lithografenlizenz.
Da sein lang gehegter Wunsch, Priester zu werden, in der Heimat nicht realisierbar war, entschloss sich Jessing 1867 zur Auswanderung in die USA. Dort trat er 1868 ins Mount Saint Mary’s Seminary in Cincinnati ein. Am 16. Juli 1870 empfing er von Bischof Sylvester Horton Rosecrans die Priesterweihe.
Als Kaplan in Pomeroy gründete Jessing 1873 die deutschsprachige Zeitschrift Ohio, 1874 umbenannt in Ohio Waisenfreund. Die meisten Artikel verfasste er selbst und behandelte dabei Themen des christlichen Alltagslebens sowie der katholischen Apologetik. Außerdem schrieb er schon seit seiner Ankunft in Amerika zahlreiche Beiträge für den Wahrheits-Freund, die deutschsprachige Publikation des Erzbistums Cincinnati. Der Waisenfreund war so erfolgreich, dass Jessing 1875 gemeinsam mit Franziskanern aus den Überschüssen ein Waisenheim gründen konnte. Die Kinder erhielten Unterkunft, Essen und Schulunterricht. 1877 verlegte er Zeitung und Heim nach Columbus. Mit Geschäftsideen, darunter einer Handelsgesellschaft für Kirchenbedarf, unterstützte er die Waisen.
Als vier Jungen aus dem Waisenhaus den Wunsch äußerten, Priester zu werden, entwickelte Jessing den Plan für eine Seminargründung. Die Einrichtung sollte den höheren Schulunterricht und das Theologiestudium umfassen und mittellosen Studenten Freiplätze bieten. Der Lehrbetrieb des Josephinum begann am 1. September 1888 mit 23 Schülern. Um das Seminar, das keiner Diözese angeschlossen war, auf eine kirchenrechtliche Grundlage zu stellen, ersuchte Jessing Papst Leo XIII. um die Erhebung der Einrichtung zum Päpstlichen Kolleg; diese wurde 1892 gewährt. Im Juni 1899, wenige Monate vor seinem Tod, erlebte Joseph Jessing die erste Priesterweihe von sechs Absolventen des Josephinum.

## Werke
- Die versuchte Ausrottung der katholischen Religion in England durch die Statsgewalt unter Heinrich VIII. und seinen Nachfolgern: dem Protestanten William Cobbett nacherzählt. Freiburg i. Br. 1874[7]
- Kinderwohl: ein büchlein für eltern, die ihre kinder glücklich machen wollen / Geschrieben von einem priester der diözese Cleveland, O. Columbus OH 1878[8]
- Elternpflicht oder Die christliche Familie, wie sie sein soll in unseren Tagen. Für Gebildete und Ungebildete, dargestellt von einem Priester der Diözese Cleveland, dem Verfasser des "Kinderwohl". Columbus OH 1881[9]
- Bürgerrecht – Bürgerpflicht: ein Wegweiser und Rathgeber für Deutsch-Amerikaner und Einwandernde. Columbus OH 1882[10]
- Wahre Worte über Dr. M. Luther's Religions-Veränderung: Ein Büchlein des Friedens für alle Liebhaber der Wahrheit, worin der schlagende Beweis enthalten ist, dass Luther in Mitte seiner Neuerungen dennoch bisweilen den alten allein wahren römisch katholischen Glauben bis zum Ende seines Lebens gelehrt und verkündet hat. Columbus OH 1883
- Das Gericht über den Ketzerfürsten Martin Luther und seine falsche Lehre / Unter Benutzung der Originalwerke Luther's gehalten im "Ohio Waisenfreund" bei Gelegenheit der Lutherfeier im Jahre 1883 von Joseph Jessing. Columbus OH 1884[11]
- Richard Verstegen (1587): Theatrum crudelitatum haereticorum nostri temporis, von Joseph Jessing mit deutscher und englischer Übersetzung in parallelen Spalten herausgegeben (Trauerspiel der Grausamkeiten der Ketzer – Tragedy of heretical cruelties), Columbus OH 1888[12]
- Clear light on Protestantism: or information where the Church which Christ has estabilshed on earth may be found. Columbus OH 1893[13]
- Summarium Logicale secundum principia S. Thomæ Aquinatis: ad usum alumnorum Pontificii Collegii Iosephini Columbensis. Columbus OH 1894

## Ehrungen
Im Juni 1896 ernannte Papst Leo XIII. Joseph Jessing zum Päpstlichen Hausprälaten. 1952 wurde die Jessingstraße in Münster nach Joseph Jessing benannt. 1968 stifteten Absolventen des Josephinum eine Gedenktafel, die am Nachfolgebau von Jessings Geburtshaus in Münster, Kleiboltengasse 4, angebracht wurde.